# Cornaux
Cornaux je obec v kantonu Neuchâtel na západě Švýcarska. Má přibližně 1 600 obyvatel.

## Geografie
Cornaux leží mezi svahy Jury a rovinou mezi jezery Neuchâtelského jezera a Bielským jezerem. S Cornaux sousedí tři obce: Cressier na severovýchodě, Saint-Blaise na západě a La Tène na jihu, kde Zihlský kanál tvoří hranici s kantonem Bern.
Jižní část obce Cornaux je vymezena zemědělskou a průmyslovou zónou. Severovýchodní území tvoří vinice a obec, severovýchodní lesy. Hora Roches de Châtollion na západě je kvůli své botanické rozmanitosti zařazena do Spolkového seznamu krajinných a přírodních památek národního významu.
Celková rozloha obce je 469 hektarů, z toho 116 hektarů tvoří stavební a průmyslové pozemky a 353 hektarů zemědělské plochy.

## Historie

Cornaux (1954)

Dlouhou dobu archeologové v Cornaux zaznamenávali pouze nálezy z mladší doby železné a roztroušené nálezy z doby galorománské a merovejské (v obci a v korytě řeky Zihl). Od roku 1965 se však Cornaux dostalo do povědomí archeologů. Při druhé korekci vodních toků u Les Sauges mezi Neuchâtelským a Bielským jezerem narazili na dřevěný most přes řeku Zihl z 2. a 1. století př. n. l. Byl 90 metrů dlouhý a spočíval na sedmi pilířích, z nichž každý se skládal ze tří pilířů a dvou šikmých bočních podpěr. Na nich byly trámy a nad nimi kulatiny jako mostovka. Pod zříceným mostem byly nalezeny kostry asi 20 lidí (některé se zachovalými mozky) a dobytka. Z pozdní doby laténské pocházejí také nalezené meče, hroty kopí, nástroje, fibule, náústky uzdy, mince a keramické nádoby. Dendrochronologicky se podařilo určit, že dubové dřevo bylo pokáceno v roce 116 př. n. l. Hromadění koster lze sotva přičítat povodňové katastrofě, ale spíše posvátným obřadům. V lokalitě La Tène, která se nachází 2,8 km proti proudu řeky, jsou rovněž doklady takových obřadů. Helvétský most u Cornaux naznačuje, že již před galorománským osídlením existovala cesta spojující Švýcarskou plošinu s Jurou přes Seeland (oblast tří jezer na úpatí Jury).
Cornaux bylo poprvé písemně zmíněno v roce 1212 - tehdy jako Curnaul. Listina z opatství Saint-Jean se týkala hraničních sporů mezi „Corbanetchs“ (obyvateli Cornaux) a sousední obcí. Kostel Saint-Pierre byl postaven v roce 1340. Již na počátku 13. století existovala v Cornaux zemědělská komunita, ale teprve v 15. století se z ní stala obec. Až do zrušení majetku v roce 1526 byla většina obyvatel Cornaux nesvobodná, s výjimkou několika rodin, které ve 14. století získaly občanství Neuchâtelu.
Mnoho domů v centru obce pochází ze 16. století a svědčí o pracovitém a klidném životě jejich obyvatel. Ti byli vrchností (hrabata z Fenisu, z Fribourgu, z Hochbergu, poté hrabata z Orléansu, kníže Berthier a další) považováni za loajální a bezproblémové občany, jejichž hlavní problémy se točily kolem hospodaření a odvodů vrchnosti. Žádná dramatická nebo drastická událost není známa. Až do roku 1848 patřilo Cornaux ke kastelánství Thielle, s výjimkou období vlády Louise-Alexandra Berthiera nad Neuchâtelem, kdy bylo kastelánství Thielle začleněno do kastelánství Le Landeron (jehož hlavním městem bylo Cornaux v letech 1807–1814). Politická obec Cornaux existuje od roku 1869. Farnost (kostel Saint-Pierre) je doložena od roku 1228 a patřila k děkanátu Solothurn (diecéze Lausanne); patří k ní Cornaux, Thielle, Wavre a od reformace v roce 1532 reformovaní z Enges; do roku 1888 k ní patřil také Epagnier. Až do poloviny 20. století převládalo v obci vinařství a zemědělství.

## Obyvatelstvo
| Rok            | 1750 | 1850 | 1900 | 1950 | 1990 | 2000 |
| Počet obyvatel | 308  | 459  | 522  | 405  | 1545 | 1473 |

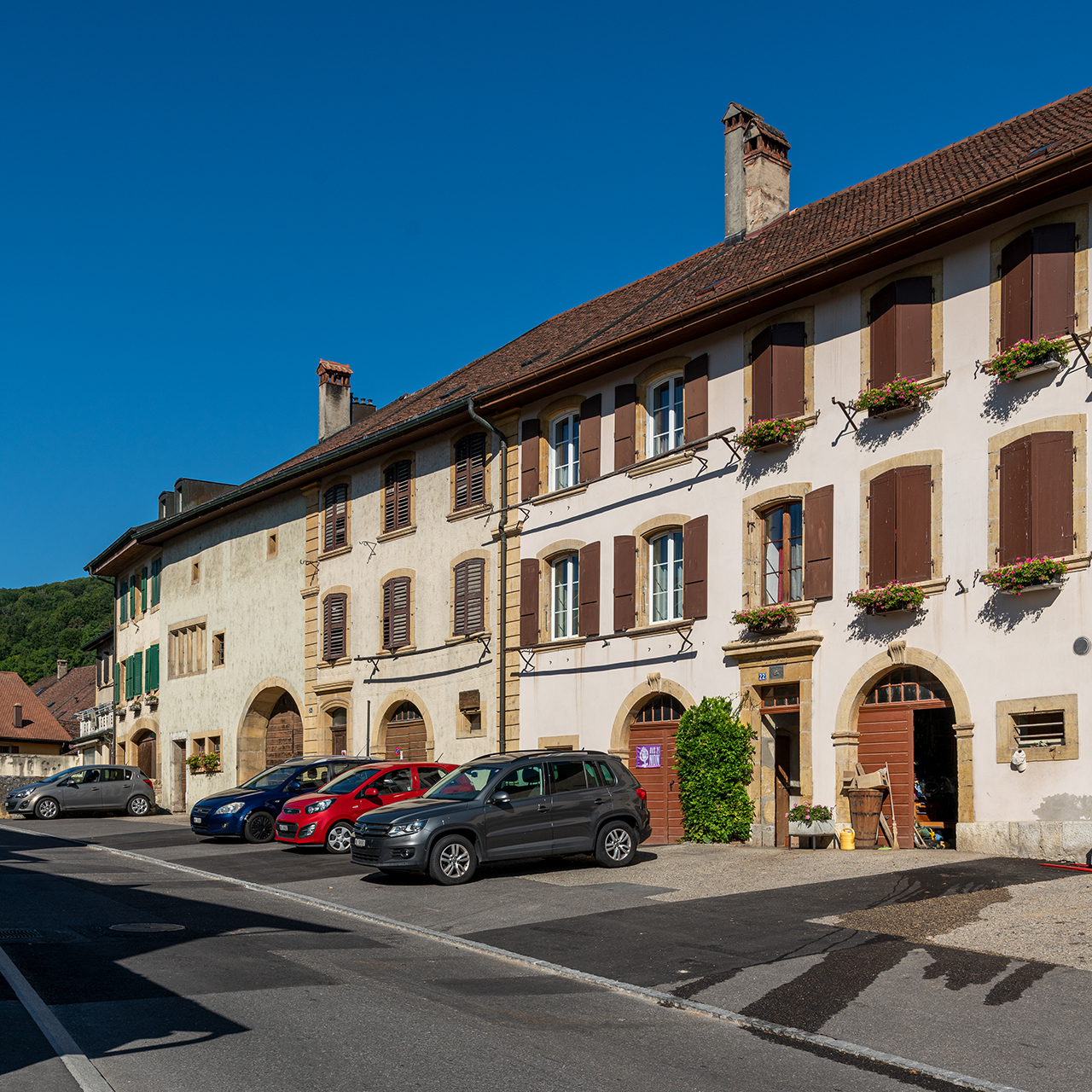
Centrum obce

Ke konci roku 2021 v obci žilo 1602 obyvatel. Z celkového počtu obyvatel je 87,3 % francouzsky mluvících, 5,2 % německy a 2,1 % italsky mluvících (stav k roku 2000).

## Hospodářství
V Cornaux převládá zemědělství, zejména vinařství. Působí zde také drobní řemeslníci a lehký průmysl. Třetina areálu rafinerie Cressier se nachází na území obce Cornaux.

## Doprava
Obec má dobré dopravní spojení. Leží na hlavní silnici č. 5 z Bielu do Neuchâtelu a na dálnici A5 (exit 18). Dne 7. listopadu 1859 byla otevřena železniční trať z Neuchâtelu do Le Landeron se stanicí v Cornaux.